# 埃斯拜

典型的埃斯拜村庄，位于博尔赫隆

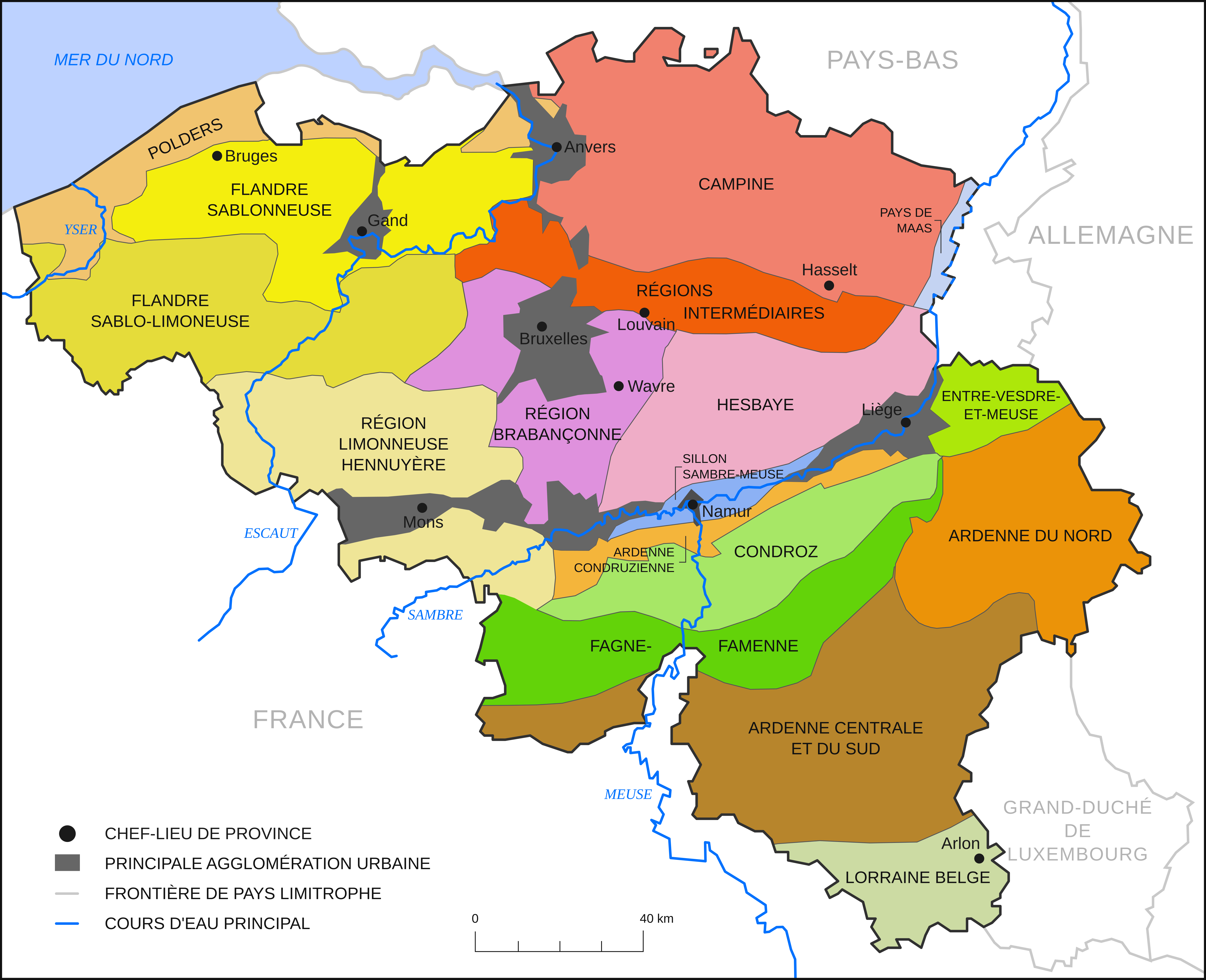
比利时自然区

埃斯拜（法語：Hesbaye，法語發音：[ɛsbɛ]，荷蘭語發音：[ˈɦɑspə(ŋ)ˌɣʌu]）是比利时的一个自然区，横跨弗拉芒布拉班特省、瓦隆布拉班特省、列日省、林堡省和那慕爾省。